# Claudius Aelianus
Claudius Aelianus (griechisch Κλαύδιος Αἰλιανός Klaúdios Ailianós, deutsch Älian, auch Ailianos von Praeneste; * um 170 in Praeneste, dem heutigen Palestrina in Latium; † nicht vor 222) war ein römischer Sophist und Lehrer der Rhetorik.

## Leben
Über das Leben Älians ist wenig bekannt. Ob er der alten römischen Patrizierfamilie der Claudier entstammte, ist nicht überliefert, aber extrem unwahrscheinlich: Der griechische Name Ailianos deutet eher darauf hin, dass seine Familie zur Zeit der Herrschaft der claudischen Kaiser das römische Bürgerrecht erworben hatte und daher den Gentilnamen Claudius führte. Nach Darstellung seines Zeitgenossen Flavius Philostratos war er ein Schüler des Pausanias und erwarb eine so elegante Beherrschung der griechischen Rhetorik, dass er μελίγλωσσος („Honigzunge“) genannt wurde. Dem wesentlich später (um 970) entstandenen Lexikon Suda zufolge soll er unter Kaiser Septimius Severus ein wichtiges Priesteramt bekleidet haben. Im Unterschied zu anderen Sophisten unternahm er offenbar keine weiten Reisen, sondern verbrachte sein Leben größtenteils in Latium. Er wurde über 60 Jahre alt und erlebte noch den Tod Elagabals.

## Werke

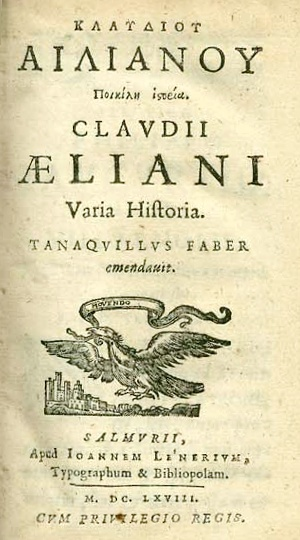
Titelseite der Varia Historia, Ausgabe von Tanaquil Faber, 1668

Älians Werke, in klassischer griechischer Sprache verfasst, sind Kompilationen aus Werken der attischen Literatur. Erhalten sind drei Schriften:
- „Bunte Geschichte“ (griechisch Ποικίλη ἱστορία, lateinisch Varia historia, deutsch Vermischte Forschung) in 14 Büchern, mit Anekdotischem über Merkwürdigkeiten aus dem Reich der Natur und aus der Geschichte berühmter Völker und Männer. Früheste Handschrift aus dem 10. Jahrhundert im Codex Ambrosianus 82 B 4 Sup.
- „Tiergeschichten“ (Περὶ ζῴων ἰδιότητος – De natura animalium) in 17 Büchern, zum Teil nur in kürzenden Auszügen erhalten, eine bunte Sammlung von Geschichten und Sagen über Tiere. Früheste Handschrift aus dem 12. Jahrhundert (Codex Florenz Laur. plut. 86.07 aus dem 12. Jahrhundert).
- Zwanzig „Bauernbriefe“ (Ἐπιστολαὶ ἀγροικικαί – Epistulae rusticae), Sammlung von 20 überwiegend erotischen Briefen, deren Echtheit bezweifelt wird. Die älteste Handschrift ist der Ambrosianus graecus 81 B aus dem 10. Jahrhundert.

Nicht oder nur fragmentarisch erhalten sind außerdem Schriften über die Vorsehung (Περὶ προνοίας), über das lenkende Eingreifen Gottes (Περὶ θείων ἐναργειῶν) und eine Anklage gegen Elagabal.

## Ausgaben
- Rudolf Hercher: De natura animalium, Varia historia, Epistolae, Fragmenta. Teubner, Leipzig 1864–1866 (unveränderter Nachdruck, Akademische Druck- und Verlagsanstalt, Graz 1971).
- Mervin R. Dilts: Claudii Aeliani Varia historia. Teubner, Leipzig 1974.
- Pietro Luigi Leone: Claudii Aeliani Epistulae rusticae (= Testi e documenti per lo studio dell’antichità. Band 43). Istituto editoriale cisalpino / La Goliardica, Mailand 1974.
- Douglas Domingo-Forasté: Claudii Aeliani epistulae et fragmenta. Teubner, Leipzig 1994, ISBN 3-8154-1005-3.
- Manuela García Valdés, Luis Alfonso Llera Fueyo, Lucía Rodríguez-Noriega Guillén: Claudius Aelianus: De natura animalium. De Gruyter, Berlin/New York 2009, ISBN 978-3-11-022005-6.

## Übersetzungen
- Claudius Aelianus: Werke. J. B. Metzlersche Buchhandlung, Stuttgart 1839–1842, 9 Bände (1–3: Vermischte Nachrichten, übersetzt von Christian Gottlieb Wunderlich; 4–9: Tiergeschichten, übersetzt von Friedrich Christian Wilhelm Jacobs).
- Die ländlichen Briefe des Claudius Aelianus Prenestinus. Übersetzt von Franz Blei. Verlag G. Müller, München 1921.
- Älian: Die tanzenden Pferde von Sybaris. Tiergeschichten. Übersetzt von Ursula Treu und Kurt Treu (= RUB 747). Reclam, Leipzig 1978 (Auswahlübersetzung)
- Älian: Bunte Geschichten. Übersetzt von Hadwig Helms (= Reclam-Bibliothek 1351). Reclam, Leipzig 1990, ISBN 3-379-00598-3.
- Alkiphron / Älian: Aus Glykeras Garten. Briefe von Fischern, Bauern, Parasiten, Hetären. Übersetzt von Kurt Treu (= RUB 55). 2., erweiterte Auflage, Reclam, Stuttgart 1982.
- Ailianos: Vermischte Forschung. Griechisch und deutsch von Kai Brodersen (Sammlung Tusculum). De Gruyter, Berlin 2018, ISBN 978-3-11-057638-2.
- Ailianos: Tierleben. Griechisch und deutsch von Kai Brodersen (Sammlung Tusculum). De Gruyter, Berlin 2018, ISBN 978-3-11-060932-5 (vollständige Ausgabe mit Übersetzung, die sich aber sehr stark an Jacobs’ Übersetzung von 1839–1842 anlehnt[1]).
- Claudius Aelianus. Vom Wesen der Tiere – De Natura Animalium. Auf der Grundlage der Übersetzung von Paul-Gerhard Veh, bearbeitet und kommentiert von Philipp Stahlhut (= Bibliothek der griechischen Literatur. Band 90). Anton Hiersemann Verlag, Stuttgart 2020, ISBN 978-3-7772-1904-2.